# Оріховецька сільська рада (Сквирський район)
| Оріховецька сільська рада — колишній орган місцевого самоврядування у Сквирському районі Київської області з адміністративним центром у с. Оріховець. Сільській раді підпорядковані населені пункти: - с. Оріховець |

## Склад ради
Рада складається з 14 депутатів та голови.

### Керівний склад ради
| ПІБ                          | Основні відомості                                                             | Дата обрання | Дата звільнення |
| ---------------------------- | ----------------------------------------------------------------------------- | ------------ | --------------- |
| Навроцький Сергій Вікторович | Сільський голова, 1965 року народження, освіта, безпартійний                  | 26.03.2006   | 31.10.2010      |
| Навроцький Сергій Вікторович | Сільський голова, 1965 року народження, освіта середня загальна, безпартійний | 31.10.2010   |                 |

Примітка: таблиця складена за даними джерела